# Edgar Cerqueira
Edgar Pedreira de Cerqueira Filho, ou Edgar Cerqueira, (Rio de Janeiro, 15 de abril de 1929 – Rio de Janeiro, 1971) foi um militar e político brasileiro, outrora governador do Acre.

## Dados biográficos
Sentou praça na Academia Militar das Agulhas Negras em 1946 e onze anos depois foi promovido a capitão. Nomeado comandante da IV Companhia de Fronteiras, no Acre, estava nessa posição quando irrompeu o Regime Militar de 1964. Mesmo integrando o Exército Brasileiro, ascendeu ao governo acreano após a renúncia de José Augusto de Araújo, compondo-se com a Assembleia Legislativa do Acre para atingir tal cargo, mesmo sem a permissão de seus superiores. Renunciou ao mandato para candidatar-se a senador pela ARENA em 1966, mas foi derrotado por Adalberto Sena.